# Playa de Samieira
La playa de Samieira, también llamada playa del Laño, se encuentra en la localidad de Samieira, en el municipio de Poyo (Pontevedra, España).
Tiene 500 metros de longitud en forma de media concha. Está dividida al medio por un río llamado río Freiría.
La playa está ubicada en un entorno rural, tiene una arena fina, está resguardada de los vientos y las aguas son tranquilas, lo que hace que en temporada alta tenga una ocupación media-alta.